# Rak samac
Rakovi samci su deseteronožni rakovi superporodice Paguroidea.
Većina od otprilike 1.110 vrsta ima asimetrični trbuh skriven u iskrivljenoj školjki mekušaca. 

## Biološki opis
Većina vrsta ima dug, spiralno zakrivljen trbuh, koji su mekani, za razliku od tvrdih, kalcificiranih trbuha koji se vide u srodnim rakovima. Ranjivi trbuh zaštićen je od grabežljivaca pronađenom praznom školjkom koju nosi rak samac, u koju se cijelo tijelo može uvući.  Najčešće, rakovi samci koriste školjke morskih puževa (iako su ljušture školjkaša i kopnonožaca su, pa čak i šuplje komade drva i kamena korištene od nekih vrsta). Vrh abdomena rakova pustinjaka prilagođen je da se čvrsto stegne na kolumelu puževe školjke. Većina rakova samaca su noćne životinje. 

### Ljušture i borba za ljušture
Kako rakovi samci rastu, trebaju im veće školjke. Budući da su pogodne netaknute školjke gastropoda ponekad ograničen resurs, među rakovima samcima često se javlja jaka konkurencija. Dostupnost praznih školjki na bilo kojem mjestu ovisi o relativnom obilju gastropoda i rakova samaca, koji odgovaraju veličini. Jednako važno pitanje je populacija organizama koji plijene na gastropode, a školjke ostavljaju netaknutima. Rakovi samci koji se drže zajedno mogu se boriti ili ubiti natjecatelja kako bi dobili pristup školjkama koje favoriziraju. Međutim, ako se rakovi značajno razlikuju po veličini, pojavljivanje borba nad praznim školjkama smanjit će se ili ih neće biti. Rakovi samci s premalenim školjkama ne mogu rasti tako brzo kao oni koji dobro uklapaju školjke, a vjerojatnije je da će biti pojedeni ako se ne mogu u potpunosti povući u školjku.
Kako rak samac raste u veličini, mora pronaći veću školjku i napustiti prethodnu. Primijećeno je nekoliko vrsta rakova samaca, i kopnenih i morskih, koji tvore lanac slobodnih mjesta za razmjenu školjki. Kada pojedinačni rak nađe novu praznu ljusku, ostavit će vlastitu školjku i pregledati slobodnu ljusku radi veličine. Ako se ustanovi da je školjka prevelika, rak se vraća u vlastitu školjku, a na ispražnjenu školjku čeka čak 8 sati. Kad stignu novi rakovi, oni također pregledaju školjku i, ako je prevelika, pričekaju s ostalima, formirajući grupu do 20 jedinki, držeći se jedni druge u liniji od najvećih do najmanjih rakova. Čim stigne rak ispravne veličine za praznu školjku i zatraži je, ostavivši svoju staru školjku prazno, tada svi rakovi u redu brzo izmjenjuju školjke u nizu, a svaka se pomiče do sljedeće veličine.
Postoje slučajevi kada morske školjke nisu dostupne i rakovi pustinjaci će upotrijebiti alternative poput limenki ili bilo koje druge vrste krhotina ili čak školjki po mjeri. Rakovi pustinjaci često miješaju plastiku za školjke, a problem je ubio više od pola milijuna rakova. Jednom kad uđu u komad plastične krhotine, rakovi se često zaglave i gladuju do smrti. Istraživači su našli da ako čak i samo jedan rak zamijeni plastiku za školjku, to može izazvati "groznu lančanu reakciju", jer kad jedan umre, on šalje kemijski signal koji upozorava druge da postoji nova školjka. Zbog toga mnoštvo rakova kređe u potragu za školjkom i upadaju u plastičnu zamku.
Za neke veće morske vrste podržavanje jedne ili više morskih anemona na školjci može uplašiti predatore. Rakovi samci koriste moruzgve koristi jer je u stanju konzumirati fragmente obroka rakova samaca. Poznati su i drugi vrlo bliski simbiotički odnosi mahovnjača i rakova pustinjaka koji tvore brijolite.

### Razvoj i razmnožavanje
Rakovi samci se razlikuju u rasponu veličine i oblika, od vrste s oklopa samo nekoliko milimetara duge do Coenobita brevimanus, koja može živjeti 12-70 godina i mogu biti veličine kokosa. Rak samac bez školjaka Birgus latro (kokosov rak) najveći je kopneni beskralježnjak na svijetu.
Mladi se razvijaju u fazama, pri čemu se prva dva (protozoa i nauplius) pojavljuju unutar jajeta. Većina ličinki rakova pustinjaka izleže se u trećem stupnju, zoi. U ovoj fazi larve, rak ima nekoliko dugih bodlji, dugi, uzak trbuh i velike antene. Nakon svega slijedi završni stadij larve, megalopa .
Rakovi samci često se vide kao "bačeni ljubimac" koji bi živio samo nekoliko mjeseci, ali vrste poput Coenobite clypeatus imaju 23-godišnji život ako se pravilno odnosi prema njima, a neke su živjele i duže od 32 godine.

## Klasifikacija
Rakovi pustinjaci su srodni jastozima i porculanskim rakovima nego pravim rakovima ( Brachyura ). Međutim, odnos kraljevskih rakova prema ostatku Paguroidee bio je vrlo sporna tema. Mnoga istraživanja koja se temelje na njihovim fizičkim karakteristikama, genetskim informacijama i kombiniranim podacima pokazuju dugogodišnju hipotezu da su kraljevski rakovi u porodici Lithodidae izvedeni rakovi samci koji su porijeklom iz Pagurida i koji bi trebali biti klasificirani kao porodica unutar Paguroidea. Molekularni podaci poništavaju alternativni prikaz temeljen na morfološkim argumentima da se Lithodidae (kraljevski rakovi) gnijezde s Hapalogastridae u posebnoj superporodici, Lithodoidea . Šest porodica formalno je prepoznato u nadporodici Paguroidea,  koji sadrži oko 1.100 vrsta u 120 rodova.

## Fosilni zapisi
Fosilni zapisi rakova samaca in situ pomoću školjki gastropoda proteže se do kasne krede. Prije tog vremena, barem neki rakovi samci koristili su amonitske školjke, kao što je prikazano na primjerku Palaeopagurus vandenengeli iz Speeton Claya, Yorkshire, UK iz donje krede.